# Sébastien Haller
Sébastien Romain Teddy Haller (Ris-Orangis, 22 giugno 1994) è un calciatore francese naturalizzato ivoriano, attaccante dell'Utrecht e della nazionale ivoriana, con cui ha vinto la Coppa d'Africa nel 2024.

## Biografia
È nato a Ris-Orangis, nei pressi di Parigi, da padre francese e madre ivoriana.
È sposato con sua moglie Priscilla e ha tre figli: Heden, Ciara e Pharrell.

## Caratteristiche tecniche
Centravanti molto forte fisicamente che dispone di una buona agilità, risulta utile sia in fase di costruzione che in fase di finalizzazione. Tecnico, rapido e con un buon fiuto per il gol, calcia bene con entrambi i piedi, dalla media distanza sfrutta egregiamente la sua potenza di tiro, e come rigorista vanta un'ottima percentuale di successo. Per le sue caratteristiche è stato paragonato a Olivier Giroud.

## Carriera

### Club

#### Gli inizi
Nel luglio 2012 esordisce in Ligue 1 con la maglia dell'Auxerre.
Durante la finestra di mercato invernale 2014-2015 passa in prestito all'Utrecht, in Eredivisie, con cui mette a segno 11 gol in 17 presenze. Al termine della stagione viene acquistato a titolo definitivo dagli olandesi. In tre stagioni nei Paesi Bassi colleziona in totale 98 presenze e 51 gol tra campionato e coppe.

#### Eintracht Francoforte
Il 15 maggio 2017 viene venduto per 7 milioni più il 10% su una futura rivendita all'Eintracht Francoforte, con cui firma un contratto quadriennale. Esordisce con i tedeschi il 12 agosto seguente, debuttando in coppa nazionale, timbrando anche la sua prima marcatura con l'Eintracht. Il 19 maggio 2018 la squadra di Francoforte trionfa sul Bayern Monaco nella finale di coppa nazionale, il primo trofeo vinto da Haller nella sua carriera. Il 20 settembre seguente fa il suo debutto in Europa League, realizzando la sua prima marcatura in competizioni europee il 25 ottobre 2018, a danno dell'Apollon Limassol. Nella stessa stagione raggiunge le semifinali di Europa League, perdendo ai rigori contro il Chelsea, vincitrice di quell’edizione. In due stagioni con il club tedesco mette insieme 77 presenze e 33 gol.

#### West Ham

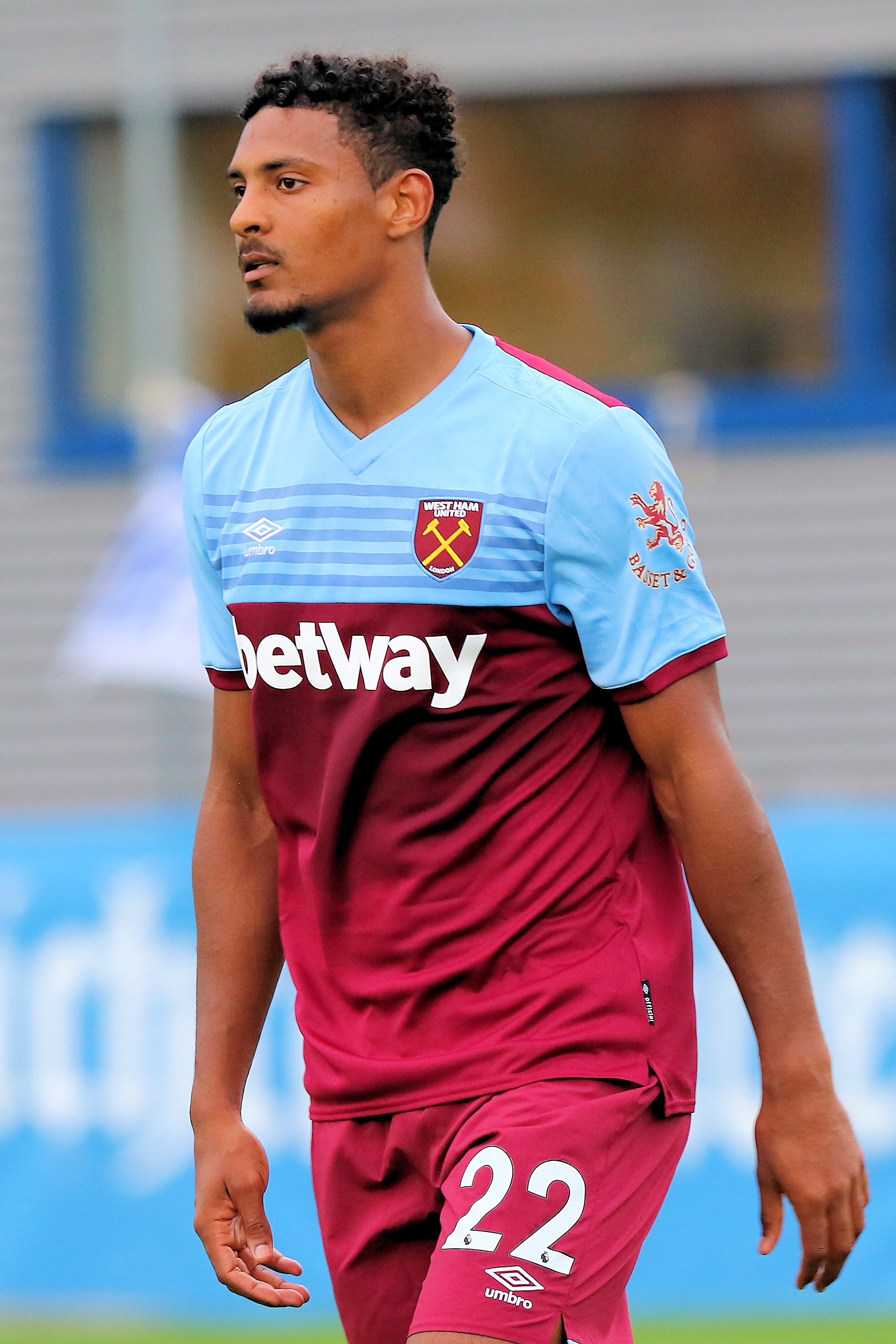
Haller con il nel 2019.

Il 31 luglio 2019 viene venduto al West Ham Utd per 45 milioni di sterline (circa 50 milioni di euro, record per il club londinese) con il 10% che va all’Utrecht firmando un contratto fino al giugno 2024. Il 24 agosto successivo, realizza le sue prime due reti in Premier League, nella vittoria per 3-1 in trasferta contro il Watford.

#### Ajax
L'8 gennaio 2021 si trasferisce all'Ajax per 22,5 milioni di euro diventando l’acquisto più caro dell’Eredivisie; con i lancieri si lega fino al 2025 e ritrova Erik ten Hag che lo aveva allenato ad Utrecht. Dopo aver debuttato nel secondo tempo di Ajax-PSV (2-2), realizza, il 14 gennaio seguente, la sua prima rete nei minuti iniziali di Twente-Ajax 1-3. Il 4 febbraio viene erroneamente escluso dalla lista dei partecipanti all'Europa League, saltando così l'intera fase finale della competizione. Il 21 febbraio sigla, invece, una doppietta nella vittoria interna contro lo Sparta Rotterdam. A fine stagione contribuisce con 13 gol totali alla vittoria del campionato e della coppa nazionale.
Il 15 settembre dello stesso anno mette a segno un poker contro lo Sporting Lisbona al suo debutto assoluto in Champions League; prima di lui ci era riuscito solo Marco van Basten in Milan-IFK Göteborg 4-0.

#### Borussia Dortmund e la malattia
Il 6 luglio 2022, Haller fa ritorno in Bundesliga, venendo ceduto per 31 milioni di euro al Borussia Dortmund, con cui firma un contratto quadriennale. Tuttavia, solo una decina di giorni dopo il suo arrivo, l'attaccante accusa un malore durante una sessione di allenamento: in seguito a esami di accertamento, gli viene diagnosticato un tumore maligno ai testicoli, che dunque costringe il giocatore a ritirarsi momentaneamente dall'attività agonistica. Nei mesi successivi, l'attaccante si sottopone a due operazioni e a quattro cicli di chemioterapia, al fine di contrastare la malattia.
Visto il miglioramento delle sue condizioni di salute, nel gennaio del 2023 Haller viene ufficialmente autorizzato a ritornare ad allenarsi con il resto della squadra tedesca, che nel frattempo si era recata a Marbella per il ritiro invernale. Quindi, il 10 gennaio seguente, torna in campo in occasione della partita amichevole contro il Fortuna Düsseldorf.
Il 22 gennaio dello stesso anno, Haller fa il suo debutto ufficiale con il Borussia Dortmund, subentrando a Youssoufa Moukoko al 62º minuto della sfida di Bundesliga contro l'Augusta, vinta per 4-3. Il 4 febbraio successivo, invece, segna il suo primo gol per la squadra, partecipando alla vittoria di campionato per 5-1 sul Friburgo. Due settimane più tardi realizza invece la sua prima doppietta contro il Colonia (6-1). Conclude la stagione con 22 presenze complessive tra campionato e coppe in cui segna nove reti, realizzate tutte in campionato.

#### Prestito al Leganés e ritorno all'Utrecht
Il 30 agosto 2024 viene ceduto in prestito al Leganés.
Il 9 gennaio 2025, dopo appena nove presenze e nessuno gol segnato, viene interrotto il suo prestito in Spagna e, sempre a titolo temporaneo, fa ritorno agli olandesi dell'Utrecht dopo otto anni.
Il 18 agosto 2025 viene riscattato dal club olandese.

### Nazionale

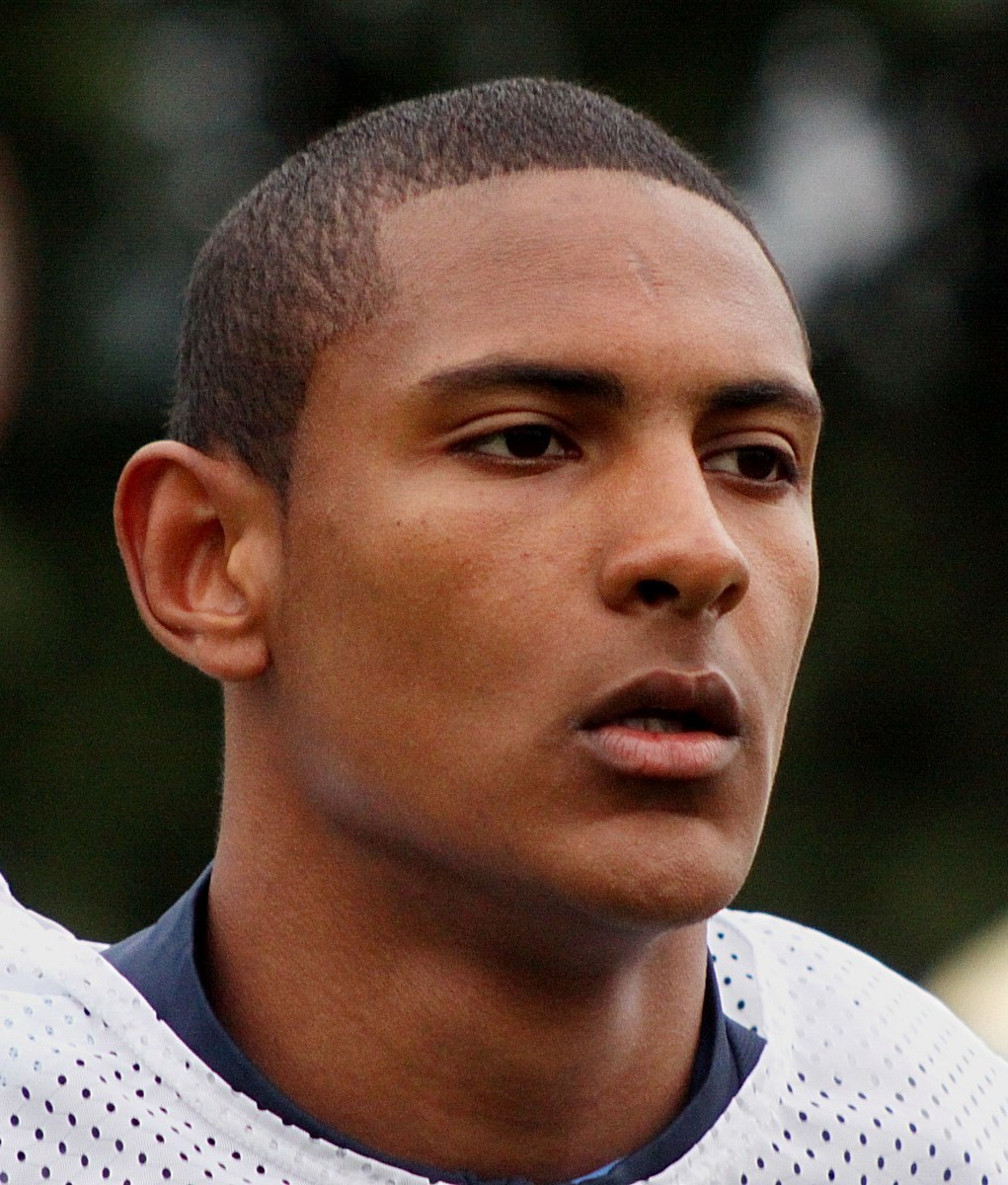
Haller con la nazionale Under-19 francese nel giugno 2013.

Dopo aver fatto l'intera trafila delle nazionali giovanili francesi, nel novembre 2020 diventa eleggibile per la nazionale della Costa d'Avorio, venendo convocato dal selezionatore Patrice Beaumelle per le due gare di qualificazione alla Coppa d'Africa 2021 contro il Madagascar. Il 12 dello stesso mese sigla, all'esordio, il suo primo gol con la maglia africana nella vittoria interna per 2-1, cui fa seguito la prima doppietta ai danni del Camerun in un match valido per le qualificazioni mondiali a Russia 2018.
Convocato per disputare la fase finale di Coppa d'Africa 2021, posticipata al 2022 a causa dello scoppio della pandemia di COVID-19, il 16 gennaio 2022 mette a segno la sua prima rete nel torneo, in occasione del pareggio contro la Sierra Leone (2-2).
Il 24 marzo 2023, in seguito all'esito positivo della chemioterapia e al rientro in campo, Haller gioca il suo primo incontro ufficiale con la nazionale ivoriana dopo 14 mesi, andando anche a segno, nella partita vinta per 3-1 sulle Comore, valida per le qualificazioni alla Coppa d'Africa 2023. L'11 febbraio del 2024 prende parte alla finale della Coppa d'Africa: nella semifinale segna il gol del 1-0 che elimina la Repubblica Democratica del Congo, mentre in finale sigla la rete del definitivo 2-1 sconfiggendo la Nigeria.

## Statistiche

### Presenze e reti nei club
Statistiche aggiornate al 14 maggio 2025.
| Stagione                     | Squadra                      | Campionato                   | Campionato | Campionato | Coppe nazionali | Coppe nazionali | Coppe nazionali | Coppe continentali | Coppe continentali | Coppe continentali | Altre coppe | Altre coppe | Altre coppe | Totale | Totale |
| Stagione                     | Squadra                      | Comp                         | Pres       | Reti       | Comp            | Pres            | Reti            | Comp               | Pres               | Reti               | Comp        | Pres        | Reti        | Pres   | Reti   |
| ---------------------------- | ---------------------------- | ---------------------------- | ---------- | ---------- | --------------- | --------------- | --------------- | ------------------ | ------------------ | ------------------ | ----------- | ----------- | ----------- | ------ | ------ |
| 2010-2011                    | Auxerre 2                    | CFA                          | 2          | 1          |                 | -               | -               | -                  | -                  | -                  | -           | -           | -           | 2      | 1      |
| 2011-2012                    | Auxerre 2                    | CFA                          | 22         | 12         |                 | -               | -               | -                  | -                  | -                  | -           | -           | -           | 22     | 12     |
| 2012-gen. 2013               | Auxerre 2                    | CFA                          | 19         | 4          |                 | -               | -               | -                  | -                  | -                  | -           | -           | -           | 19     | 4      |
| gen.-giu. 2013               | Auxerre                      | L2                           | 17         | 2          | CF+CdL          | 0+1             | 0+0             | -                  | -                  | -                  | -           | -           | -           | 18     | 2      |
| ago.-set. 2013               | Auxerre 2                    | CFA2                         | 8          | 5          |                 | -               | -               | -                  | -                  | -                  | -           | -           | -           | 8      | 5      |
| 2013-2014                    | Auxerre                      | L2                           | 25         | 4          | CF+CdL          | 1+2             | 0+2             | -                  | -                  | -                  | -           | -           | -           | 28     | 6      |
| ago.2014                     | Auxerre 2                    | CFA2                         | 6          | 7          |                 | -               | -               | -                  | -                  | -                  | -           | -           | -           | 6      | 7      |
| Totale Auxerre B             | Totale Auxerre B             | Totale Auxerre B             | 57         | 29         |                 | -               | -               |                    | -                  | -                  |             | -           | -           | 57     | 29     |
| 2014-gen. 2015               | Auxerre                      | L2                           | 8          | 0          | CF+CdL          | 0+3             | 0+0             | -                  | -                  | -                  | -           | -           | -           | 11     | 0      |
| Totale Auxerre               | Totale Auxerre               | Totale Auxerre               | 50         | 6          |                 | 7               | 2               |                    | -                  | -                  |             | -           | -           | 57     | 8      |
| gen.-giu. 2015               | Utrecht                      | ED                           | 17         | 11         | CO              | 0               | 0               | -                  | -                  | -                  | -           | -           | -           | 17     | 11     |
| 2015-2016                    | Utrecht                      | ED                           | 37         | 19         | CO              | 5               | 5               | -                  | -                  | -                  | -           | -           | -           | 42     | 24     |
| 2016-2017                    | Utrecht                      | ED                           | 36         | 15         | CO              | 3               | 1               | -                  | -                  | -                  | -           | -           | -           | 39     | 16     |
| 2017-2018                    | Eintracht Francoforte        | BL                           | 31         | 9          | CG              | 5               | 4               | -                  | -                  | -                  | -           | -           | -           | 36     | 13     |
| 2018-2019                    | Eintracht Francoforte        | BL                           | 29         | 15         | CG              | 1               | 0               | UEL                | 10                 | 5                  | SG          | 1           | 0           | 41     | 20     |
| Totale Eintracht Francoforte | Totale Eintracht Francoforte | Totale Eintracht Francoforte | 60         | 24         |                 | 6               | 4               |                    | 10                 | 5                  |             | 1           | 0           | 77     | 33     |
| 2019-2020                    | West Ham Utd                 | PL                           | 32         | 7          | FACup+CdL       | 2+1             | 0               | -                  | -                  | -                  | -           | -           | -           | 35     | 7      |
| 2020-gen. 2021               | West Ham Utd                 | PL                           | 16         | 3          | FACup+CdL       | 0+3             | 4               | -                  | -                  | -                  | -           | -           | -           | 19     | 7      |
| Totale West Ham Utd          | Totale West Ham Utd          | Totale West Ham Utd          | 48         | 10         |                 | 6               | 4               |                    | -                  | -                  |             | -           | -           | 54     | 14     |
| gen.-giu. 2021               | Ajax                         | ED                           | 19         | 11         | CO              | 4               | 2               | UEL                | -                  | -                  | -           | -           | -           | 23     | 13     |
| 2021-2022                    | Ajax                         | ED                           | 31         | 21         | CO              | 3               | 2               | UCL                | 8                  | 11                 | SO          | 1           | 0           | 43     | 34     |
| Totale Ajax                  | Totale Ajax                  | Totale Ajax                  | 50         | 32         |                 | 7               | 4               |                    | 8                  | 11                 |             | 1           | 0           | 66     | 47     |
| 2022-2023                    | Borussia Dortmund            | BL                           | 19         | 9          | CG              | 1               | 0               | UCL                | 2                  | 0                  | -           | -           | -           | 22     | 9      |
| 2023-2024                    | Borussia Dortmund            | BL                           | 14         | 0          | CG              | 1               | 2               | UCL                | 4                  | 1                  |             | -           | -           | 19     | 3      |
| Totale Borussia Dortmund     | Totale Borussia Dortmund     | Totale Borussia Dortmund     | 33         | 9          |                 | 2               | 2               |                    | 6                  | 1                  |             | -           | -           | 41     | 12     |
| 2024-gen. 2025               | Leganés                      | PD                           | 8          | 0          | CR              | 1               | 0               | -                  | -                  | -                  | -           | -           | -           | 9      | 0      |
| gen.-giu. 2025               | Utrecht                      | ED                           | 16         | 4          | CO              | 2               | 2               | -                  | -                  | -                  | -           | -           | -           | 18     | 6      |
| Totale Utrecht               | Totale Utrecht               | Totale Utrecht               | 106        | 49         |                 | 10              | 8               |                    | -                  | -                  |             | -           | -           | 116    | 57     |
| Totale carriera              | Totale carriera              | Totale carriera              | 412        | 159        |                 | 39              | 24              |                    | 24                 | 17                 |             | 2           | 0           | 477    | 200    |

### Cronologia presenze e reti in nazionale
| Cronologia completa delle presenze e delle reti in nazionale ― Costa d'Avorio | Cronologia completa delle presenze e delle reti in nazionale ― Costa d'Avorio | Cronologia completa delle presenze e delle reti in nazionale ― Costa d'Avorio | Cronologia completa delle presenze e delle reti in nazionale ― Costa d'Avorio | Cronologia completa delle presenze e delle reti in nazionale ― Costa d'Avorio | Cronologia completa delle presenze e delle reti in nazionale ― Costa d'Avorio | Cronologia completa delle presenze e delle reti in nazionale ― Costa d'Avorio | Cronologia completa delle presenze e delle reti in nazionale ― Costa d'Avorio |
| Data                                                                          | Città                                                                         | In casa                                                                       | Risultato                                                                     | Ospiti                                                                        | Competizione                                                                  | Reti                                                                          | Note                                                                          |
| ----------------------------------------------------------------------------- | ----------------------------------------------------------------------------- | ----------------------------------------------------------------------------- | ----------------------------------------------------------------------------- | ----------------------------------------------------------------------------- | ----------------------------------------------------------------------------- | ----------------------------------------------------------------------------- | ----------------------------------------------------------------------------- |
| 12-11-2020                                                                    | Abidjan                                                                       | Costa d'Avorio                                                                | 2 – 1                                                                         | Madagascar                                                                    | Qual. Coppa d'Africa 2021                                                     | 1                                                                             | 23’ 88’                                                                       |
| 17-11-2020                                                                    | Toamasina                                                                     | Madagascar                                                                    | 1 – 1                                                                         | Costa d'Avorio                                                                | Qual. Coppa d'Africa 2021                                                     | -                                                                             | 90+1’                                                                         |
| 5-6-2021                                                                      | Abidjan                                                                       | Costa d'Avorio                                                                | 2 – 1                                                                         | Burkina Faso                                                                  | Amichevole                                                                    | -                                                                             |                                                                               |
| 12-6-2021                                                                     | Cape Coast                                                                    | Ghana                                                                         | 0 – 0                                                                         | Costa d'Avorio                                                                | Amichevole                                                                    | -                                                                             | 73’                                                                           |
| 3-9-2021                                                                      | Maputo                                                                        | Mozambico                                                                     | 0 – 0                                                                         | Costa d'Avorio                                                                | Qual. Mondiali 2022                                                           | -                                                                             | 84’                                                                           |
| 6-9-2021                                                                      | Abidjan                                                                       | Costa d'Avorio                                                                | 2 – 1                                                                         | Camerun                                                                       | Qual. Mondiali 2022                                                           | 2                                                                             | 69’                                                                           |
| 13-11-2021                                                                    | Cotonou                                                                       | Costa d'Avorio                                                                | 3 – 0                                                                         | Mozambico                                                                     | Qual. Mondiali 2022                                                           | -                                                                             | 85’                                                                           |
| 16-11-2021                                                                    | Douala                                                                        | Camerun                                                                       | 1 – 0                                                                         | Costa d'Avorio                                                                | Qual. Mondiali 2022                                                           | -                                                                             |                                                                               |
| 12-1-2022                                                                     | Douala                                                                        | Guinea Equatoriale                                                            | 0 – 1                                                                         | Costa d'Avorio                                                                | Coppa d'Africa 2021 - 1º turno                                                | -                                                                             | 82’                                                                           |
| 16-1-2022                                                                     | Douala                                                                        | Costa d'Avorio                                                                | 2 – 2                                                                         | Sierra Leone                                                                  | Coppa d'Africa 2021 - 1º turno                                                | 1                                                                             | 73’                                                                           |
| 20-1-2022                                                                     | Douala                                                                        | Costa d'Avorio                                                                | 3 – 1                                                                         | Algeria                                                                       | Coppa d'Africa 2021 - 1º turno                                                | -                                                                             |                                                                               |
| 26-1-2022                                                                     | Douala                                                                        | Costa d'Avorio                                                                | 0 – 0 dts (4 – 5 dtr)                                                         | Egitto                                                                        | Coppa d'Africa 2021 - Ottavi di finale                                        | -                                                                             | 105’                                                                          |
| 25-3-2022                                                                     | Marsiglia                                                                     | Francia                                                                       | 2 – 1                                                                         | Costa d'Avorio                                                                | Amichevole                                                                    | -                                                                             | 84’                                                                           |
| 29-3-2022                                                                     | Londra                                                                        | Inghilterra                                                                   | 3 – 0                                                                         | Costa d'Avorio                                                                | Amichevole                                                                    | -                                                                             | 86’                                                                           |
| 3-6-2022                                                                      | Yamoussoukro                                                                  | Costa d'Avorio                                                                | 3 – 1                                                                         | Zambia                                                                        | Qual. Coppa d'Africa 2023                                                     | -                                                                             | 64’                                                                           |
| 24-3-2023                                                                     | Bouaké                                                                        | Costa d'Avorio                                                                | 3 – 1                                                                         | Comore                                                                        | Qual. Coppa d'Africa 2023                                                     | 1                                                                             | 71’                                                                           |
| 28-3-2023                                                                     | Moroni                                                                        | Comore                                                                        | 0 – 2                                                                         | Costa d'Avorio                                                                | Qual. Coppa d'Africa 2023                                                     | -                                                                             | 66’                                                                           |
| 9-9-2023                                                                      | San-Pédro                                                                     | Costa d'Avorio                                                                | 1 – 0                                                                         | Lesotho                                                                       | Qual. Coppa d'Africa 2023                                                     | -                                                                             | 79’                                                                           |
| 12-9-2023                                                                     | Abidjan                                                                       | Costa d'Avorio                                                                | 0 – 0                                                                         | Mali                                                                          | Amichevole                                                                    | -                                                                             | 88’                                                                           |
| 14-10-2023                                                                    | Abidjan                                                                       | Costa d'Avorio                                                                | 1 – 1                                                                         | Marocco                                                                       | Amichevole                                                                    | 1                                                                             | 78’                                                                           |
| 17-10-2023                                                                    | Abidjan                                                                       | Costa d'Avorio                                                                | 1 – 1                                                                         | Sudafrica                                                                     | Amichevole                                                                    | 1                                                                             |                                                                               |
| 17-11-2023                                                                    | Abidjan                                                                       | Costa d'Avorio                                                                | 9 – 0                                                                         | Seychelles                                                                    | Qual. Mondiali 2026                                                           | 1                                                                             | 46’                                                                           |
| 29-1-2024                                                                     | Yamoussoukro                                                                  | Senegal                                                                       | 1 – 1 dts (4 – 5 dtr)                                                         | Costa d'Avorio                                                                | Coppa d'Africa 2023 - Ottavi di finale                                        | -                                                                             | 72’                                                                           |
| 3-2-2024                                                                      | Bouaké                                                                        | Mali                                                                          | 1 – 2 dts                                                                     | Costa d'Avorio                                                                | Coppa d'Africa 2023 - Quarti di finale                                        | -                                                                             | 46’                                                                           |
| 7-2-2024                                                                      | Abidjan                                                                       | Costa d'Avorio                                                                | 1 – 0                                                                         | RD del Congo                                                                  | Coppa d'Africa 2023 - Semifinale                                              | 1                                                                             | 90’                                                                           |
| 11-2-2024                                                                     | Abidjan                                                                       | Costa d'Avorio                                                                | 2 – 1                                                                         | Nigeria                                                                       | Coppa d'Africa 2023 - Finale                                                  | 1                                                                             | 88’                                                                           |
| 7-6-2024                                                                      | Korhogo                                                                       | Costa d'Avorio                                                                | 1 – 0                                                                         | Gabon                                                                         | Qual. Mondiali 2026                                                           | -                                                                             | 66’                                                                           |
| 21-3-2025                                                                     | Meknes                                                                        | Burundi                                                                       | 0 – 1                                                                         | Costa d'Avorio                                                                | Qual. Mondiali 2026                                                           | -                                                                             | 78’                                                                           |
| 24-3-2025                                                                     | Abidjan                                                                       | Costa d'Avorio                                                                | 1 – 0                                                                         | Gambia                                                                        | Qual. Mondiali 2026                                                           | 1                                                                             |                                                                               |
| 7-6-2025                                                                      | Toronto                                                                       | Nuova Zelanda                                                                 | 1 – 0                                                                         | Costa d'Avorio                                                                | Amichevole                                                                    | -                                                                             | 66’                                                                           |
| Totale                                                                        |                                                                               | Presenze                                                                      | 30                                                                            |                                                                               | Reti                                                                          | 11                                                                            |                                                                               |

## Palmarès

### Club
- Coppa di Germania: 1

Eintracht Francoforte: 2017-2018
- Campionato olandese: 2

Ajax: 2020-2021, 2021-2022
- Coppa dei Paesi Bassi: 1

Ajax: 2020-2021

### Nazionale
- Coppa d'Africa: 1

Costa d'Avorio 2023

### Individuale
- Capocannoniere della Coppa dei Paesi Bassi: 1

2015-2016 (5 gol, a pari merito con Patrick Gerritsen)
- Capocannoniere dell'Eredivisie: 1

2021-2022 (21 gol)